# Сперхей виїмчастий
Сперхей виїмчастий (Spercheus emarginatus) — вид водних жуків родини сперхеїд (Spercheidae).

## Поширення
Палеарктичний вид. Досить поширений в Європі, зареєстрований в Єгипті, Туреччині, Азербайджані, Ірані, на півночі Китаю, у Сибіру.

## Опис
Жук завдовжки 5-7 мм. Тіло опукле, блискуче, від коричневого до блідого жовто-коричневого кольору, передня частина голови має глибокі виїмки. Верхня щелепа коротка, рогова, сильно загнута, з двозубчастим загостренням. Надкрила, з трохи опуклими поздовжніми ребрами, покриті чорними плямами.

## Спосіб життя
Мешкає у стоячих водоймах, великих тимчасових калюжах, канавах тощо. У шлюбний період самець видає пронизливі звуки для приваблення самиць. Апарат, за допомогою якого він їх виробляє, міститься на боковому краю першого сегмента черевця.
Самиця плете для свого потомства кокон і прикріплює його до задніх ніг, і тягає за собою, поки з нього не вийдуть личинки. У кладці близько 50 світло-жовтих овальних яєць. Через 9 або 10 днів самиця причіпляється задньою частиною до листя водяних рослин, і молоді личинки починають виповзати з кокона. Години через два-три кокон стає порожнім і самиця його відкидає. Через п'ять-шість годин, іноді наступного дня, вона приступає до будівництва нового кокона і повторює таку роботу три-чотири рази за літо. Загальна кількість відкладених яєць близько 400.
Личинки сягають близько 1,5 мм, тіло брудно-бурого кольору, мають шість коротких, але сильних лапок. Форма тіла плоска, до кінця розширюється. Майже кожен сегмент тіла має по пучку волосся з кожного боку. Личинки не вміють добре плавати і лише повзають водною поверхнею або водними рослинами. Для дихання, вони постійно виставляють задню частину тіла з води і, накачуючи в себе повітря, стаючи вдвічі товщими. Вони полюють на дрібні водяні комахи, переважно на личинок комарів. Після трьох лінок, через 12—15 днів вони виходять із води і заляльковуються під опалим листям чи гниючими частинами рослин, містечка. Через 5-6 днів вилітають з кокона вже у вигляді жука.